# Dreamlinux
Dreamlinux ist eine ursprünglich von Morphix abgeleitete modulare Debian-Linux-Distribution für die Anwendung im Multimedia-Bereich. Sie stellt mit MKDistro ein Werkzeug zur Verfügung, mit dem Anwender eigene Linux-Distributionen erstellen können. Dreamlinux lässt sich als Live-CD brennen oder auf Festplatten und USB-Massenspeichern betreiben. Die Version 1.0 wurde 2006 veröffentlicht.
Die letzte Version 5.0 wurde im Januar 2012 veröffentlicht, danach wird die Distribution nicht mehr fortgeführt.

## MKDistro
Die Bezeichnung Dreamlinux soll nicht das beste aller Linuxe ankündigen. Vielmehr möchten die Entwickler mit Dreamlinux und MKDistro dazu beitragen, dass Benutzer sich ihr eigenes „Traumlinux“ zusammenstellen, als ISO-Abbild abspeichern und als Distribution anwenden und verteilen können.
Mit MKDistro lassen sich Module innerhalb der Morphix, Knoppix und Dreamlinux-Derivate kombinieren: Linux-Kernel, Installationsroutinen, grafische Benutzeroberflächen und andere Open-Source-Bestandteile. Wenn nötig und vertretbar kann auch Software integriert sein, die nicht unter Open-Source-Lizenzen fällt.
Mit jeder Version von Dreamlinux präsentieren die Entwickler ihre bevorzugte Kombination der Module, die sie mit MKDistro aus Open-Source-Software zusammengesetzt haben. Während die Morphix Philosophie beibehalten wird, werden Leistungen von Morphix zunehmend durch andere Software übernommen.
Die Dreamlinux Multimedia Edition 2.2 von 2007 besteht im Wesentlichen aus dem Kernel 2.6.18 mit Morphix-Patch. Die Bootroutine kommt noch aus Morphix, die Pakete aus der Debian GNU/Linux „testing“ Version.
Die Dreamlinux Desktop Edition 3.x verwendet eine neue Architektur, in der beim Booten zwischen Xfce und Gnome-Desktop gewählt werden kann. Die Desktops unterliegen danach den gleichen Benutzereinstellungen und greifen auf die gleichen Anwendungen zu.
Der Xfce-Desktop erinnert durch die Integration von Dock und Menüleiste an macOS. Durch den ab Dreamlinux 2.3 aktivierten Beryl- bzw. Compiz-Fenstermanager kann er dreidimensional eingesetzt werden.

## Installation
Dreamlinux vermeidet oder erleichtert einige der beim Installieren und Booten einer Linux-Distribution früher üblichen Probleme. Für manche Systeme stellt der bis Dreamlinux Version 2.2 enthaltene Knoppix X11-Konfigurator mkxf86config die Bildschirmauflösungen allerdings nicht optimal ein. Das Feststellen der richtigen Auflösungen und die Korrektur per Editor in xorg.conf kann Anfänger überfordern. In neueren Versionen ist die Installation reibungsloser und weniger hardwareabhängig. Die Anpassung an eine breite Hardwarebasis bleibt für das kleine Entwicklerteam jedoch schwierig.
Für ATI Radeon und nvidia-Karten, die 3D-fähige Anwendungsprogramme unterstützen, bietet Dreamlinux Multimedia Edition 2.2 während der Installation Treiber an. Widescreen-Monitore werden automatisch erkannt.

## Software
Mit dem Easy Install System lassen sich Debian-fremde Programme wie z. B. Google Earth, Picasa, Opera, Skype und Audio- und Multimedia-Anwendungen installieren.
Sprachen: Deutsch, Englisch, Französisch, Portugiesisch, Spanisch und Japanisch

## Rezeption
Ben McGrath testete Dreamlinux Version 2.2 und urteilte überwiegend positiv: While much of the software works like a dream, not all is perfect. [...] Nevertheless, the distribution itself looks good and functions well. The Mkdistro tool will be useful for users who want complete control of their systems, and the overall ease of installation and use Dreamlinux offers is good enough that the average user can download and install the distribution and jump right in.
J. A. Watson berichtete über Dreamlinux Version 3.5 auf ZDNet. I got interested in the new release of Dream Linux (3.5) because it is supposed to make it easy to create your own customised ISO boot image. Er schließt den Bericht mit den Worten: In conclusion, though, I would say again, I am just amazed at how well, and how easily, Dream Linux installed on this Mini-Note, after all the struggles with the other distributions I've had. More to come.
golem.de und Netzwelt berichteten über die fünfte Beta der Version 4.0 von Dreamlinux.